# Methanobrevibacter smithii
Methanobrevibacter smithii ist ein obligat anaerobes, fluoreszierendes, methanogenes Archaeon, das als Darmbewohner, in der Vaginal- und Mundflora bei Menschen und anderen Säugetieren verbreitet ist.

## Merkmale
Das Archaeeon ist ein 0,5 bis 0,7 μm breites und 1 bis 1,5 μm langer Coccus. Es ist grampositiv, hat also eine der Membran aufgelagerte dicke, mehrschichtige Peptidoglycanen-Zellwand, und erreicht sein Wuchsoptimum bei einem pH-Wert zwischen 6,9 und 7,4. Es tritt üblicherweise in neutralen Lösungen auf. Seine optimale Temperatur beträgt 37 bis 39 °C.

## Eigenschaften

### Stoffwechsel
Der Organismus verwertet Wasserstoff und Kohlenstoffdioxid, die von anderen Mikroorganismen der Darmflora als Stoffwechselprodukte ausgeschieden werden. M. smithii bildet hieraus unter Energiegewinn Methan und Wasser. Das Archaeon gehört damit zu den hydrogenotrophen Methanbildnern.

### Einfluss auf den menschlichen Körper
Das Archaeon soll laut einer Hypothese, welche von dem 1947 geborenen Mikrobiologen der Washington University in St. Louis, Jeffrey I. Gordon, aufgestellt wurde, die Zahl der Firmicutes in der menschlichen Darmflora durch die Methanogenese, die es durchführt, ansteigen lassen. Dadurch würden Nahrungsmittel in Relation zur vom Menschen zu sich genommenen Menge mehr Energie liefern. So könne u. a. Adipositas hervorgerufen werden.

## Externe Systematik
Der M.smithii ist ein Archaeeon der Euryarchaeota. Er gehört den Methanbildnern an und wird den Methanobacteriales zugeordnet.